# Joseph Henry Maiden
Joseph Henry Maiden  (Londres, 25 de abril de 1859 — Turramurra, perto de Sydney, 16 de novembro de 1925) foi um botânico britânico. Sua contribuição principal foi para o conhecimento da flora australiana, especialmente sobre o gênero  Eucalyptus.

## Biografia
Maiden estudou  ciências na  Universidade de Londres, mas teve de  interromper o curso  devido a problemas de saúde. Para tratar-se, foi aconselhado a fazer uma longa viagem em direção ao mar. Com este propósito, partiu em 1880,  para   Nova Gales do Sul, na Austrália. Apreciando o clima e a flora, decidiu se estabelecer.
Em 1881, Maiden foi indicado como o primeiro curador do Museu Tecnológico de Sydney,  função que  conservou até  1896. Ficou  muito interessado pelas  plantas nativas, associando-se com o Rev. William Woolls em seus estudos botânicos. Em seu primeiro livro, Useful Native Plants of Australia, publicado em 1889, reconhece seu débito ao trabalho de Ferdinand von Mueller com quem tinha mantido correspondência.
Em 1890,  assumiu como consultor de botânica para o Ministério da Agricultura e, em 1894,  assumiu a direção  para a educação técnica. Em 1896, Maiden tornou-se  botânico junto do governo e diretor dos jardins botânicos. Começou  então a criar o primeiro herbário da colônia.
Maiden transformou-se  numa autoridade reconhecida  pelo seus estudos sobre as acácias e os  eucaliptos. Publicou aproximadamente 45 artigos, e a sua obra intitulada A Critical Revision of the Genus Eucalyptus, em oito volumes, tornou-se  uma referência sobre o assunto durante cinquenta anos. Descobriu, coletou e descreveu  uma grande quantidade de espécies  botânicas. 
Em 1915, recebeu a  Medalha linneana. Aposentou em 1924, e  morreu  em Turramurra,  Nova Gales do Sul, Sydney, em  1925. 
A espécie Eucalyptus maidenii  foi nomeada em sua honra.

## Fonte
- Gilbert, Lionel Gilbert (2001). The Little Giant: The Life and Work of Joseph Henry Maiden, 1859–1925, Impressão Kardoorair, Armidale, Nova Gales do Sul. ISBN 0908244444.